# Norbert Burgmüller
August Joseph Norbert Burgmüller (Düsseldorf, 8 febbraio 1810 – Aquisgrana, 7 maggio 1836) è stato un musicista tedesco.

## Biografia
Burgmüller proveniva da una famiglia dai vasti interessi musicali: il padre Friedrich August Burgmüller era insegnante di musica, musicista, direttore d'orchestra e successivamente direttore artistico a Düsseldorf; la madre Therese von Zandt era una nota pedagoga musicale. Anche il fratello maggiore di Norbert, Friedrich Burgmüller (1806–1874), era musicista ed insegnante di piano che operò a Parigi dal 1834, acquisendo notorietà per i suoi studi destinati ai giovani pianisti. 
Norbert Burgmüller iniziò da piccolo lo studio del violino e del pianoforte ed iniziò a comporre. Uno dei suoi insegnanti fu probabilmente Joseph Kreutzer. Con la morte del padre nel 1824 iniziò per la famiglia una vita di stenti, ma questa trovò appoggio nel conte Franz von Nesselrode-Ehreshoven, che invitò più volte Burgmüller nel suo Castello di Ehreshoven. Il conte si fece carico in modo particolare dell'educazione musicale di Norbert, permettendogli di trasferirsi nel 1826 a Kassel per studiare violino con Louis Spohr e teoria con Moritz Hauptmann. Fino al 1830 Burgmüller trascorse la maggior parte del tempo a Kassel, lavorando come maestro sostituto, direttore d'orchestra e pianista. Qui ricevette la visita del giovane compositore e pianista Stephen Heller, al quale Burgmüller fece ascoltare il suo concerto per pianoforte. La prima esecuzione di quest'opera ebbe luogo a Kassel il 14 gennaio 1830. Già dal 1829 il compositore era fidanzato con la rinomata cantante lirica Sophia Roland (1804–1830) la quale tuttavia l'anno dopo ruppe il fidanzamento e dopo poco - il 17 ottobre 1830 - morì ad Aquisgrana. Il compositore cadde in una profonda crisi, che lo portò all'alcolismo ed alla perdita dell'appoggio di Spohr. Da allora iniziarono gli attacchi di epilessia.
Lo stesso anno Burgmüller ritornò a Düsseldorf, dove si mantenne dedicandosi all'insegnamento e svolgendo piccoli lavori. Incarichi pubblici come il ruolo di direttore musicale cittadino gli rimasero preclusi. Nel 1833 strinse amicizia con Felix Mendelssohn Bartholdy, che al contrario era diventato direttore musicale. Il 3 maggio 1834 in un concerto in abbonamento Mendelssohn eseguì il concerto per piano di Burgmüller. Anche la prima esecuzione della prima sinfonia il 13 novembre 1834 venne accolta con successo. L'anno successivo il compositore si fidanzò nuovamente, questa volta con la francese Josephine Collin, governante dei figli del suo protettore conte Nesselrode. Nel 1835 conobbe il drammaturgo Christian Dietrich Grabbe, che scrisse per Burgmüller il libretto d'opera Der Cid. Nel 1836 Burgmüller, sulle orme del fratello, decise di cercare fortuna a Parigi. Tuttavia il progetto non poté essere realizzato: durante un soggiorno termale ad Aquisgrana Burgmüller annegò nel Quirinusbad, probabilmente a causa di un attacco epilettico. La notizia della sua morte venne accolta a Düsseldorf con grande costernazione. Grabbe scrisse il necrologio, Mendelssohn compose per le esequie il Trauermarsch in la minore op. 103.
Fra le amicizie di Burgmüller si annovera lo scrittore Wolfgang Müller von Königswinter, che su richiesta di Robert Schumann scrisse ricordi della vita di Burgmüller, editi nel 1840; come pure l'allievo Wilhelm Steifensand, che nel 1836 ne trasportò la salma da Aquisgrana per consertirne l'inumazione a Düsseldorf nel cimitero di Golzheim e nell'aprile 1837 eseguì in suo onore il concerto per piano op.1 ed alcuni Lieder.
Il sepolcro di Norbert Burgmüller si trova, dopo la traslazione dal cimitero di Golzheim alla fine dell'Ottocento, nel Nordfriedhof di Düsseldorf.

## Opere

### Composizioni per orchestra
- Concerto per pianoforte in fa diesis minore op. 1 (1828/29)
- Sinfonia n.1 in do minore op. 2 (1831–33)
- Sinfonia n.2 in re maggiore op. 11 (1834/35, incompiuta, scherzo completato da Robert Schumann)
- Ouverture in fa minore op. 5 (1825)
- 4 Entr’actes op. 17 (1827/28)

### Musica vocale
- Dionys, opera tratta dalla ballata di Schiller Die Bürgschaft (1832–34, frammento, disperso)
- Sei liriche di Uhland, Goethe, Heine, Platen op. 3
- Cinque Lieder tedeschi op. 6
- Quattro liriche op. 10
- Cinque Lieder op. 12
- Canto di primavera senza n.op.
- Canto del mattino senza n.op. (frammento)

### Musica da camera
- Quartetto n. 1 in re minore op. 4 (1825)
- Quartetto n. 2 in re minore op. 7 (1825/26).
- Quartetto n. 3 in la bemolle maggiore op. 9 (1826).
- Quartetto n. 4 in la minore op. 14 (1835).
- Serenata per clarinetto, viola e chitarra senza n.op. (1825)
- Duo in mi bemolle maggiore op. 15 per clarinetto e pianoforte (1834)

### Musica per pianoforte
- Sonata in fa minore op. 8 (1826)
- Valzer in mi bemolle maggiore (1827)
- Polonaise in fa maggiore op. 16 (1832)
- Rapsodia in si minore op. 13 (1834)